# Haifa Wehbe
Haifa Wehbe (ar. هيفاء وهبي) (ur. 10 marca 1972 w Mahrounie) – libańska piosenkarka, modelka i aktorka. Haifa pracowała jako modelka już od najmłodszych lat. W wieku 16 lat zdobyła tytuł Miss Południowego Libanu. W 2006 roku znalazła się na liście najpiękniejszych ludzi świata magazynu People, zajmując 50. miejsce. Karierę piosenkarki rozpoczęła w 2002 roku wydając debiutancki album „Houwa El-Zaman”. Jako aktorka wystąpiła w 2008 roku w filmie „Sea Of Stars”.

## Dyskografia
- Houwa El-Zaman (2002)
- Baddi Eesh (2005)
- Habibi Ana (2008)
- Baby Haifa (2010)
- Malikat Jamal Al Kawn (2012)